# Adonisea bicuspida
Adonisea bicuspida är en fjärilsart som beskrevs av Smith 1891. Adonisea bicuspida ingår i släktet Adonisea och familjen nattflyn. Inga underarter finns listade i Catalogue of Life.